# Alluminio nativo
L'alluminio nativo è un minerale composto da alluminio scoperto in Russia nel 1975. Nonostante l'abbondanza di questo elemento nella crosta terrestre, è molto raro. Vi sono stati dubbi sui primi ritrovamenti di questo minerale in quanto è stato trovato in rocce frantumate e le analisi evidenziavano la presenza di tracce di altri elementi analogamente all'alluminio prodotto industrialmente.

## Morfologia
L'alluminio nativo si presenta in masse compatte, lamelle o scaglie.

## Origine e giacitura
L'alluminio nativo è stato scoperto in un massiccio di gabbro-dolerite, si trova anche nelle rocce ricche di alluminio. Si forma nei giacimenti idrotermali di alta temperatura di stagno e tungsteno e nella loro zona di alterazione inoltre si può trovare nelle ceneri vulcaniche. L'origine dell'alluminio nativo è controversa in quanto è un elemento che presenta forte affinità per l'ossigeno. Si ipotizza che si sia originato o per desilicizzazione della pegmatite o per serpentinizzazione della roccia ultrafemica.